# Aspalathus alopecurus
Aspalathus alopecurus är en ärtväxtart som beskrevs av George Bentham. Aspalathus alopecurus ingår i släktet Aspalathus och familjen ärtväxter. Inga underarter finns listade i Catalogue of Life.